# مینزیس، استرالیای غربی
مینزیس (به انگلیسی: Menzies) یک شهرک در استرالیا است که در استرالیای غربی واقع شده‌است.